# Ґлінець (Мазовецьке воєводство)
Ґлінець (пол. Gliniec) — село в Польщі, у гміні Пшисуха Пшисуського повіту Мазовецького воєводства.
Населення — 214 осіб (2011).
У 1975-1998 роках село належало до Радомського воєводства.

## Демографія
Демографічна структура станом на 31 березня 2011 року:
|          | Загалом | Допрацездатний вік | Працездатний вік | Постпрацездатний вік |
| -------- | ------- | ------------------ | ---------------- | -------------------- |
| Чоловіки | 105     | 23                 | 63               | 19                   |
| Жінки    | 109     | 18                 | 51               | 40                   |
| Разом    | 214     | 41                 | 114              | 59                   |